# Lista episoadelor animate cu Batman

Batman: Serialul de Animație

Lista următoare este o listă de episoade pentru serialul de animație din anii '90 bazat pe supereroul Batman și asociat personajelor din benzile desenate publicate de DC Comics.
Batman: Serialul de Animație este un serial de desene animate american, care a debutat din 1992 până în 1995 pe canalul Fox. A fost difuzat mai târziu pe Cartoon Network și Toon Disney și în prezent se difuzează pe succesorul canalului  Toon Disney Disney XD. Fiecare episod durează 22 minute, incluzând reclamele.
Noile Aventuri cu Batman, deși utilizând un design diferit pentru personaje și stilul de animație, este o continuare a lui Batman: Serialul de Animație, făcându-și debutul din 1997 până în 1999 în rețeaua WB. În total sunt 109 episoade din ambele serii, de-a lungul a mai multor episoade încrucișate din Superman: Serialul de Animație și Static Shock. Ambele seriale au fost realizate pe DVD boxsets în patru volume.
Seriile fac parte din ceea ce a fost cunoscut ca și Universul Animat DC, care constă în opt show-uri animate de televiziune și patru filme de animație, în mare măsură înconjurând personajele din revistele de benzi desenate DC Comics și miturile lor proprii. Asta include Superman: The Animated Series (Superman: Serialul de Animație), Batman Beyond (Batman din Viitor), Static Shock (Șocul Static), The Zeta Project (Proiectul Zeta), Justice League (Liga Dreptății) și Justice League Unlimited (Liga Dreptății Fără Limite).

## Batman: Serialul de Animație

### Sezonul unu (1992-1993)
| "The Cat și the Claw: Part I" | Femeia Pisică și Ghiara Roșie                                          | 015 | Kevin Altieri         | Sean Catherine Derek & Laren Bright (Interpretare de Jules Dennis & Richard Mueller) | 5 septembrie 1992  |  |  |  |  |  |  |
| Rezumatul: Batman se confruntă cu un nou hoț, Femeia Pisică, și cam în același timp, întâlnește o femeie pe nume Selina Kyle (ca Bruce Wayne), de care este atras. Când Selina are necazuri din cauza înțelegerii cu o teroristă numită Ghiara Roșie (care vrea sanctuarul de pe muntele leului pe cre încerca să îl protejeze), ea decide să ia problema în propriile mâini și să investigheze. |                                                                        |     |                       |                                                                                      |                    |  |  |  |  |  |  |
| |                                                                        |     |                       |                                                                                      |                    |  |  |  |  |  |  |
| "On Leather Wings" | Liliacul-Om                                                            | 001 | Kevin Altieri         | Mitch Brian                                                                          | 6 septembrie 1992  |  |  |  |  |  |  |
| Rezumatul: Când o creatură îngrozitoare terorizează Orașul Gotham, autoritățile ajung la concluzia că Batman este vinovatul, toate dovezile ducând către el. Între timp, investigațiile lui Batman îl duc către laboratorul lui Kirk Langstrom, un remarcabil zoolog, care experimenta o fromulă ce îl transforma în Liliacul-Om. Nu numai că Batman trebuie să captureze creatura pentru a-l salva pe Langstrom, dar trebuie de asemenea să se ferească de poliție și să-și reabiliteze numele. |                                                                        |     |                       |                                                                                      |                    |  |  |  |  |  |  |
| |                                                                        |     |                       |                                                                                      |                    |  |  |  |  |  |  |
| "Heart of Ice" | D-l Îngheț și Ferris Boyle                                             | 014 | Bruce W. Timm         | Paul Dini                                                                            | 7 septembrie 1992  |  |  |  |  |  |  |
| Rezumatul: Crudul om de știință Victor Fries, ca D-l Îngheț, dă spargeri majore la Gothcorp, de fiecare dată furând câte o piesă pentru o armă secretă pe care intenționează să o construiască. Batman cercetează conexiunile, și descoperă că începutul vendetei lui Îngheț împotriva Gothcorp se încadrează perfect între Fries și Gothcorp's CEO, Ferris Boyle, timp în care Boyle aproape îl omorâse pe Fries (devenind prin mutații Îngheț) și probabil a omorât-o pe soția lui bolnavă, Nora. Batman trebuie să găsească o cale să-l aducă pe Boyle pe calea cea dreaptă înainte ca Îngheț să se răzbune. Heart of Ice a trimis serialul pe culmile faimei după câștigarea unui premiu Emmy. |                                                                        |     |                       |                                                                                      |                    |  |  |  |  |  |  |
| |                                                                        |     |                       |                                                                                      |                    |  |  |  |  |  |  |
| "Feat of Clay: Part I" | Roland Daggett                                                         | 020 | Dick Sebast           | Marv Wolfman & Michael Reaves (Interpretare de Marv Wolfman)                         | 8 septembrie 1992  |  |  |  |  |  |  |
| Rezumatul: Bruce Wayne este învinovățit de încercarea de a-l ucide pe Lucius Fox. Adevăratul făptaș este un actor și un maestru al deghizărilor numit Matt Hagen, care a fost desfigurat într-un accident de mașină cu ani în urmă. În scopul de a-și păstra faima, el a început să lucreze în secret pentru Roland Daggett, care îl aprovizionează cu livrare lunară de cremă de față specială cunoscută ca Renuyu (un joc de cuvinte între "Renew You", care poate să-i remodeleze fața înapoi la normal pe o perioadă scurtă) și care vrea să obțină Wayne Enterprises pentru expansiunea marketing-ului. Pentru lucrul de mântuială al uciderii, livrarea lui Hagen se anulează, iar când intră în laboratorul lui Daggett pentru mai mult Renuyu, plătește cu propriul său corp, deoarece oamenii lui Daggett îi îmbibă fața în acea formulă. Între timp, Bruce Wayne este arestat și dus în custodie. |                                                                        |     |                       |                                                                                      |                    |  |  |  |  |  |  |
| |                                                                        |     |                       |                                                                                      |                    |  |  |  |  |  |  |
| "Feat of Clay: Part II" | Clayface și Roland Daggett                                             | 021 | Kevin Altieri         | Marv Wolfman & Michael Reaves (Interpretare de Michael Reaves)                       | 9 septembrie 1992  |  |  |  |  |  |  |
| Rezumatul: Bruce Wayne este eliberat din închisoare pe cauțiune. Hagen, după cum se vede, a supraviețuit atentatului la viața sa, dar cu un preț mare: formula i-a intrat în corp și i-a absorbit fiecare celulă, transformându-l într-un mutant. Cu noile lui puteri, Hagen, autointitulându-se Clayface, hotărăște să se răzbune pe Daggett și oamenii lui. Poate Batman să-l aducă pe Daggett în fața justiției și să-l oprească pe Clayface înainte ca oamenii nevinovați să fie răniți? |                                                                        |     |                       |                                                                                      |                    |  |  |  |  |  |  |
| |                                                                        |     |                       |                                                                                      |                    |  |  |  |  |  |  |
| "It's Never Too Late" | Rupert Thorne și Arnold Stromwell                                      | 012 | Boyd Kirkland         | Tom Ruegger (Interpretare de Garin Wolf)                                             | 10 septembrie 1992 |  |  |  |  |  |  |
| Rezumatul: Un conflict de interese între șeful crimelor Rupert Thorne și Arnold Stromwell e aproape de sfârșit, și apare când moaretea lui Stromwell este programată într-un restaurant în urma unei explozii cauzate de Thorne. Batman îl salvează în ultimul moment, și îl convinge pe Stromwell să folosească căderea lui în dizgrații cu scopul de a-l atrage pe Thorne într-o capcapă, mai degrabă pentru siguranța soției sale, fiului său bolnav și fratelui său înstrăinat, precum și pentru el însuși. |                                                                        |     |                       |                                                                                      |                    |  |  |  |  |  |  |
| |                                                                        |     |                       |                                                                                      |                    |  |  |  |  |  |  |
| "Joker's Favor" | Joker și Harley Quinn                                                  | 022 | Boyd Kirkland         | Paul Dini                                                                            | 11 septembrie 1992 |  |  |  |  |  |  |
| Rezumatul: După ce Charlie Collins accidental îl insultă pe Joker pe șosea pentru niște turbulențe, Clovnul Prințul Crimelor îl pune la colț și îl intimidează făcându-i un "mic favor". Peste doi ani, Joker decide în final cum să-l folosească pe Charlie: să pună o bombă în Universitatea din Gotham, unde Comisarul Gordon ține un discurs la o ceremonie de premiere. Charlie, care pur și simplu trebuie să deschidă o ușă, e sceptic la început, dar pentru binele familiei sale, fără tragere de inimă hotărăște să se supună. Dar este Joker tipul de persoană care lasă un om în viață după ce este insultat? Debutul partenerei/iubitei lui Joker, Harley Quinn. |                                                                        |     |                       |                                                                                      |                    |  |  |  |  |  |  |
| |                                                                        |     |                       |                                                                                      |                    |  |  |  |  |  |  |
| "The Cat și the Claw: Part II" | Femeia Pisică și Ghiara Roșie                                          | 016 | Dick Sebast           | Sean Catherine Derek & Laren Bright (Interpretare de Jules Dennis & Richard Mueller) | 12 septembrie 1992 |  |  |  |  |  |  |
| Rezumatul: Liderul cartelului Ghiara Roșie (cunoscută ca și Ghiara Roșie), atacă un tren militar și fură un virus mortal, pe care intenționează să îl planteze la locul de întâlnire și să-l dezlănțuie dacă nu este plătită răscumpărarea, conducând la prima sa confruntare cu Batman, care este forțat să o lase să fugă. Cam în același timp, Ghiara Roșie și Batman descoperă că Femeia Pisică și Selina Kyle sunt una și aceeași persoană. Pot Batman și Femeia Pisică să pună deoparte neînțelegerile dintre ei și să lucreze împreună pentru a o opri pe Ghiara Roșie înainte să fie prea târziu? |                                                                        |     |                       |                                                                                      |                    |  |  |  |  |  |  |
| |                                                                        |     |                       |                                                                                      |                    |  |  |  |  |  |  |
| "Pretty Poison" | Iedera Otrăvitoare                                                     | 005 | Boyd Kirkland         | Paul Dini și Michael Reaves (Interpretare de Tom Ruegger)                            | 14 septembrie 1992 |  |  |  |  |  |  |
| Rezumatul: Când avocatul Harvey Dent ia masa cu Bruce Wayne și logodnica sa Pamela Isley, începe să aibă anumite simptome deoarece este otrăvit. Batman trebuie să-l găsească pe vinovat și să descopere antidotul înainte ca lui Dent să-i sune ceasul. |                                                                        |     |                       |                                                                                      |                    |  |  |  |  |  |  |
| |                                                                        |     |                       |                                                                                      |                    |  |  |  |  |  |  |
| "Nothing to Fear" | Sperietoarea                                                           | 003 | Boyd Kirkland         | Henry T. Gilroy & Sean Catherine Derek                                               | 15 septembrie 1992 |  |  |  |  |  |  |
| Rezumatul: Batman se luptă cu Sperietoarea și încearcă să-i dejoace planul de a arde Universitatea din Gotham, dar în acest proces este expus gazului de frică al Sperietorii, și este forțat să se lupte cu cel responsabil de moartea părinților lui. |                                                                        |     |                       |                                                                                      |                    |  |  |  |  |  |  |
| |                                                                        |     |                       |                                                                                      |                    |  |  |  |  |  |  |
| "Be a Clown" | Joker                                                                  | 009 | Frank Paur            | Ted Pedersen & Steve Hayes                                                           | 16 septembrie 1992 |  |  |  |  |  |  |
| Rezumatul: Fiul Primarului Hamilton Hill, Jordan, devine și mai trist când tatăl său folosește petrecerea de ziua lui drept o întrunire de afaceri, și sfârșește ajungând într-un camion al clovnului închiriat de Hill pentru petrecere, care era de fapt Joker deghizat. Totul depinde de Batman acum, în care Primarul Hill nu are încredere, să salveze băiatul înainte de a fi prea târziu. |                                                                        |     |                       |                                                                                      |                    |  |  |  |  |  |  |
| |                                                                        |     |                       |                                                                                      |                    |  |  |  |  |  |  |
| "Appointment in Crime Alley" | Roland Daggett                                                         | 026 | Boyd Kirkland         | Gerry Conway, din povestea benzilor desenate de Dennis O'Neil                        | 17 septembrie 1992 |  |  |  |  |  |  |
| Rezumatul: Roland Daggett, cu ajutorul a doi experți în explozibil, Crocker și Nitro, plănuiește să-l distrugă pe infamul Crime Alley (făcând să pară un accident în subteran) și folosește pământul pentru a-și extinde imperiul afacerior, chiar dacă asta înseamnă să-i omoare pe rezidenți sau să-i forțeze să-și abandoneze casele. |                                                                        |     |                       |                                                                                      |                    |  |  |  |  |  |  |
| |                                                                        |     |                       |                                                                                      |                    |  |  |  |  |  |  |
| "P.O.V." | Gangsteri                                                              | 007 | Kevin Altieri         | Mitch Brian (Interpretare de Sean Catherine Derek & Laren Bright)                    | 18 septembrie 1992 |  |  |  |  |  |  |
| Rezumatul: O operațiune polițistă eșuată se termină cu suspendarea celor implicați: Ofițerul Wilkes, Ofițerul Montoya și Harvey Bullock. Interogați de superiorii lor, fiecare dintre ei este forțat să spună ce se întâmplase în acea noapte. |                                                                        |     |                       |                                                                                      |                    |  |  |  |  |  |  |
| "The Clock King" | Regele Ceas                                                            | 025 | Kevin Altieri         | David Wise                                                                           | 21 septembrie 1992 |  |  |  |  |  |  |
| Rezumatul: După ce compania sa dă faliment, Temple Fugate ia mantaua Regelui Ceas și continuă să-l cerceteze pe cel pe care-l credea vinovat de pierderi: Primarul Hill, care pur și simplu îl învinovățește pe Fugate pentru că a luat o pauză de cafea neautorizată, care s-a încheiat cu un dezastru. Poate Batman să-l elibereze pe Hill la timp, în ciuda neplăcerilor dintre ei? |                                                                        |     |                       |                                                                                      |                    |  |  |  |  |  |  |
| |                                                                        |     |                       |                                                                                      |                    |  |  |  |  |  |  |
| "The Last Laugh" | Joker                                                                  | 004 | Kevin Altieri         | Carl Swenson                                                                         | 22 septembrie 1992 |  |  |  |  |  |  |
| Rezumatul: Joker acoperă Orașul Gotham într-un nor de gaz de râs și începe să jefuiască orașul cel țicnit. Dar după ce Alfred este infectat cu acea toxină, Batman e îndemnat să-l oprească pe Joker și să achiziționeze un antidot înainte ca toți cei din Gotham să moară de râs. |                                                                        |     |                       |                                                                                      |                    |  |  |  |  |  |  |
| |                                                                        |     |                       |                                                                                      |                    |  |  |  |  |  |  |
| "Eternal Youth" | Iedera Otrăvitoare                                                     | 029 | Kevin Altieri         | Beth Bornstein                                                                       | 23 septembrie 1992 |  |  |  |  |  |  |
| Rezumatul: Câțiva industriași bogați sunt invitați la Centrul de tratament Eternal Youth, și acesta e ultimul loc în care sunt văzuți înainte să dispară. Singura conexiune: trebuiau să facă ceva în legătură cu moartea plantelor. Bruce Wayne primește de asemenea o invitație (deoarece unul dintre dirctorii săi lacomi, care aproape a făcut o înțelegere să distrugă o pădure tropicală înainte ca Bruce să îl forțeze să oprească operațiunea), dar Alfred și "prietena" sa, Maggie, merg în acel loc. Când nu se mai întorc, Batman este nevoit să investigheze, descoperind că stațiunea e condusă de către Iedera Otrăvitoare, și că folosește o formulă să-i transforme pe oameni în copaci umanoizi, incluzându-i pe Alfred și Maggie. |                                                                        |     |                       |                                                                                      |                    |  |  |  |  |  |  |
| |                                                                        |     |                       |                                                                                      |                    |  |  |  |  |  |  |
| "Two-Face: PT I" | Rupert Thorne                                                          | 010 | Kevin Altieri         | Alan Burnett (Interpretare de Randy Rogel)                                           | 25 septembrie 1992 |  |  |  |  |  |  |
| Rezumatul: Harvey Dent, participând la o alegere electorală, promite să scape Gotham de crimele și corupțiile lui Rupert Thorne. Placa se schimbă când Thorne îl prinde pe Dent și descoperă cealaltă parte a persoanlității sale: violentul Harv cel Mare și Rău. Thorne încearcă să-l șantajeze pe Dent cu asta, iar lupta din ascunzătoarea lui Thorne se termină cu o explozie ce sfâșie toată pielea de pe partea stângă a corpului lui Dent, în ciuda faptului că Batman încearcă să-l salveze. |                                                                        |     |                       |                                                                                      |                    |  |  |  |  |  |  |
| |                                                                        |     |                       |                                                                                      |                    |  |  |  |  |  |  |
| "Two-Face: PT II" | Rupert Thorne și Două-Fețe                                             | 011 | Kevin Altieri         | Randy Rogel                                                                          | 28 septembrie 1992 |  |  |  |  |  |  |
| Rezumatul: Acum autointitulându-se Două-Fețe, Dent își începe activitatea criminală în Gotham, ruinând afacerile lui Rupert Thorne pentru a-i face pe gangsteri să iasă la lumină. Batman trebuie să găsească o cale să îl oprească pe fostul său prieten înainte ca el și Thorne să se omoare unul pe celălalt. |                                                                        |     |                       |                                                                                      |                    |  |  |  |  |  |  |
| |                                                                        |     |                       |                                                                                      |                    |  |  |  |  |  |  |
| "Fear of Victory" | Sperietoarea                                                           | 024 | Dick Sebast           | Samuel Warren Joseph                                                                 | 29 septembrie 1992 |  |  |  |  |  |  |
| Rezumatul: Câțiva sportivi încep să primească scrisori ciudate, având halucinații înspăimântătoare la următorul lor meci. În același timp, un om câștigă mii de dolari de pe urma acestui eveniment. Batman și Robin (care ajunsese infectat), pornesc investigațiile, și ajung la concluzia că altcineva continuă crimele Sperietorii, din moment ce Sperietoare se află în Aziulul Arkham. Sau nu? |                                                                        |     |                       |                                                                                      |                    |  |  |  |  |  |  |
| |                                                                        |     |                       |                                                                                      |                    |  |  |  |  |  |  |
| "I've Got Batman in My Basement" | Pinguinul                                                              | 013 | Frank Paur            | Sam Graham & Chris Hubbell                                                           | 30 septembrie 1992 |  |  |  |  |  |  |
| Rezumatul: În timpul unei lupte cu Batman din cauza unui ou furat, Pinguinul îl îneacă pe Batman cu gaz, deși este salvat de un adolescent detectiv pe nume Sherman și prietena lui Roberta, care îl ascund pe Batman în pivnița lui Sherman destul timp pentru a se vindeca înainte ca Pinguinul să-i găsească. |                                                                        |     |                       |                                                                                      |                    |  |  |  |  |  |  |
| |                                                                        |     |                       |                                                                                      |                    |  |  |  |  |  |  |
| "Vendetta" | Killer Croc                                                            | 023 | Frank Paur            | Michael Reaves                                                                       | 5 octombrie 1992   |  |  |  |  |  |  |
| Rezumatul: Detectivul Bullock este arestat pentru răpire. Batman, care nu îl agreează pe Bullock dar cu toate acestea crede că e un om bun, investighează cazul, și descoperă identitatea adevăratului criminal: Killer Croc, care poartă o vendetă împotriva lui Bullock deoarece odată l-a capturat. Poate el să îi reabiliteze numele lui Bullockînainte de a fi prea târziu? |                                                                        |     |                       |                                                                                      |                    |  |  |  |  |  |  |
| |                                                                        |     |                       |                                                                                      |                    |  |  |  |  |  |  |
| "Prophecy of Doom" | Nostromos                                                              | 019 | Frank Paur            | Dennis Marks (Interpretare de Sean Catherine Derek)                                  | 6 octombrie 1992   |  |  |  |  |  |  |
| Rezumatul: Batman cercetează un cult, numit The Brotherhood, fondat de "misticul" Nostromos după ce a auzit niște povești de la colegii săi despre abilitatea lui de a prezice viitorul. Batman află că Nostromos este de fapt un contra-artist care provoca accidente aproape fatale să obțină convingerea fermă a cetățenilor de clasă superioară din Gotham. Poate Batman să oprească acest șiretlic înainte de a fi prea târziu? |                                                                        |     |                       |                                                                                      |                    |  |  |  |  |  |  |
| |                                                                        |     |                       |                                                                                      |                    |  |  |  |  |  |  |
| "The Forgotten" | Boss Biggis                                                            | 008 | Boyd Kirkland         | Jules Dennis, Richard Mueller & Sean Catherine Derek                                 | 8 octombrie 1992   |  |  |  |  |  |  |
| Rezumatul: În timp ce investighează disparițiile anumitor persoane din Gotham, Bruce Wayne este răpit. Captiv într-un cerc de bande criminale și suferind de amnezie, va fi el în stare să evadeze și să elibereze și restul prizonierilor? |                                                                        |     |                       |                                                                                      |                    |  |  |  |  |  |  |
| |                                                                        |     |                       |                                                                                      |                    |  |  |  |  |  |  |
| "Mad as a Hatter" | Pălărierul Nebun                                                       | 027 | Frank Paur            | Paul Dini                                                                            | 12 octombrie 1992  |  |  |  |  |  |  |
| Rezumatul: Savantul deplorabil de la Wayne Industries Jervis Tetch nu e în stare să o cucerească pe fata pe care o iubește, Alice, secretara. Când se desparte de prietenul său, ei doi se împrietenesc, acesta simțind o pasiune pentru ea, până când prietenul ei o întâlnește din nou și o cere în căsătorie. Furios, Tetch decide să ia problema în propriile mâini, și își ia o nouă identitate: Pălărierul Nebun, folsindu-și controlul minții îi forțează pe cei care l-au supărat de-a lungul vieții să devină sclavii lui. |                                                                        |     |                       |                                                                                      |                    |  |  |  |  |  |  |
| |                                                                        |     |                       |                                                                                      |                    |  |  |  |  |  |  |
| "The Cape și Cowl Conspiracy" | Josiah Wormwood                                                        | 031 | Frank Paur            | Elliot S. Maggin                                                                     | 14 octombrie 1992  |  |  |  |  |  |  |
| Rezumatul: Baron Jozek, supărat pe Batman pentru că l-a umilit la o petrecere (datorită conexiunilor lui Jozek cu lumea de dedesubt), îl închiriază pe Josiah Wormwood, un maestru în asamblarea capcanelor pentru victimele sale, să-l vâneze pe Batman și să-i aducă mantia și masca. |                                                                        |     |                       |                                                                                      |                    |  |  |  |  |  |  |
| |                                                                        |     |                       |                                                                                      |                    |  |  |  |  |  |  |
| "Perchance to Dream" | Pălărierul Nebun                                                       | 030 | Boyd Kirkland         | Laren Bright & Michael Reaves (Interpretare de Joe R. Lansdale)                      | 19 octombrie 1992  |  |  |  |  |  |  |
| Rezumatul: Bruce Wayne se trezește într-o dimineată și află că viața lui e de-a dreptul cu susul în jos: Părinții lui trăiesc, Peștera nu există, Alfred nu își mai amintește de Robin, iar el este logodit cu Selina Kyle. Oricum, asta nu înseamnă că Batman nu mai e prin preajmă, și Bruce începe să se întrebe ce s-a întâmplat, în special după ce vede caracteristicile unui vis în noua sa viață. |                                                                        |     |                       |                                                                                      |                    |  |  |  |  |  |  |
| |                                                                        |     |                       |                                                                                      |                    |  |  |  |  |  |  |
| "The Underdwellers" | Sewer King                                                             | 006 | Frank Paur            | Tom Ruegger (Interpretare de Jules Dennis & Richard Mueller)                         | 21 octombrie 1992  |  |  |  |  |  |  |
| Rezumatul: Batman cercetează o serie de jafuri bizare pe străzile din Gotham și dă peste o bandă de copii - batjocoriți de lume care sunt siliți să fure de către stăpânul lor, Sewer King. |                                                                        |     |                       |                                                                                      |                    |  |  |  |  |  |  |
| |                                                                        |     |                       |                                                                                      |                    |  |  |  |  |  |  |
| "Night of the Ninja" | Kyodai Ken                                                             | 035 | Kevin Altieri         | Steve Perry                                                                          | 26 octombrie 1992  |  |  |  |  |  |  |
| Rezumatul: Un ninja misterios jefuiește sucursalele Wayne Enterprises, iar Batman descoperă că acel ninja cunoaște aceleași tehnici de luptă ca și el. Un mare necaz abătut asupra lui Bruce Wayne îl face să realizeze că singurul care s-ar potrivi cu personalitatea lui este: Kyodai Ken, un vechi rival al lui Wayne de pe vremea când era în Japonia, și care fusese dat afară din dojo după ce intenționase să-l jefuiască, doar pentru a fi oprit de Wayne. Ken, s+a întors, și acum caută răzbunare. |                                                                        |     |                       |                                                                                      |                    |  |  |  |  |  |  |
| |                                                                        |     |                       |                                                                                      |                    |  |  |  |  |  |  |
| "The Strange Secret of Bruce Wayne" | Hugo Strange, Joker, Două-Fețe și Pinguinul                            | 037 | Frank Paur            | David Wise (Bazat pe o poveste a lui Steve Englehart)                                | 29 octombrie 1992  |  |  |  |  |  |  |
| Rezumatul: După ce un judecător este rănit în timpul unei lupte cu câțiva gangsteri pentru bani, Bruce Wayne decide să plece într-o excursie în Yucca Springs, o stațiune unde judecătorul fusese în vacanță, și să meargă la Dr. Hugo Strange, un medic psihiatru. Curând Bruce realizează că Strange a inventat o mașinărie care extrage cele mai întunecate secrete ale oamenilor din mințile lor și le transferă pe o bandă video—iar acum Strange a aflat identitatea secretă ca Batman a lui Bruce și plănuiește să o dezvăluie unora dintre cei mai mari șefi ai crimelor din Gotham. |                                                                        |     |                       |                                                                                      |                    |  |  |  |  |  |  |
| |                                                                        |     |                       |                                                                                      |                    |  |  |  |  |  |  |
| "Tyger Tyger" | Emile Dorian                                                           | 042 | Frank Paur            | Michael Reaves și Randy Rogel (Interpretare de Cherie Wilkerson)                     | 30 octombrie 1992  |  |  |  |  |  |  |
| Rezumatul: Selina Kyle este răpită de către inginerul de mutații genetice Dr. Emile Dorian și devine ultimul său experiment pentru a-i face rost hibridului său pisică-om numit Tygrus o colegă. Batman laflă acest lucru și pleacă pe insulă pentru a o elibera pe Selina. Este capturat și forțat să intre într-un joc periculos de-a șoarecele și pisica cu Tygrus pe urmele sale prin toată jungla din insulă. |                                                                        |     |                       |                                                                                      |                    |  |  |  |  |  |  |
| |                                                                        |     |                       |                                                                                      |                    |  |  |  |  |  |  |
| "Dreams in Darkness" | Sperietoarea                                                           | 028 | Dick Sebast           | Judith & Garfield Reeves-Stevens                                                     | 3 noiembrie 1992   |  |  |  |  |  |  |
| Rezumatul: Batman e incarcerat în Azilul Arkham după ce este expus gazului fricii al Sperietorii și suferă de halucinații care aproape îl fac să rănească oameni nevinovați. Batman știe că Sperietoarea a evadat pentru a doua oară și plănuiește să împrăștie toxina în aer. Va reuși Batman să-și revină și să scape din Arkham înainte ca Sperietoarea să îngenunchieze Gotham-ul? |                                                                        |     |                       |                                                                                      |                    |  |  |  |  |  |  |
| |                                                                        |     |                       |                                                                                      |                    |  |  |  |  |  |  |
| "Beware the Gray Ghost" | Bombardierul Nebun                                                     | 018 | Boyd Kirkland         | D. O'Flaherty & Tom Ruegger (Interpretare de Garin Wolf & Tom Ruegger)               | 4 noiembrie 1992   |  |  |  |  |  |  |
| Rezumatul: Simon Trent, un actor bine cunoscut pentru rolul său ca "Fantoma Cenușie", este în pragul abandonului în ceea ce privește cariera sa. Pentru a se salva, vinde toate amintirele sale legate de Fantoma Cenușie. Imediat după asta, o serie de crime asemănătoare vechiului show încep să apară. Batman, fiind inspirat de acel spectacol să devină luptătorul contra criminalilor care este acum, merge la Trent pentru ajutor, și se aliază pentru a pune capăt cimelor. Vocea lui Simon Trent este a nimeni altuia decât a lui Adam West, actorul care l-a interpretat pe Bruce Wayne în serilalul de televiziune din anii '60 Batman. |                                                                        |     |                       |                                                                                      |                    |  |  |  |  |  |  |
| |                                                                        |     |                       |                                                                                      |                    |  |  |  |  |  |  |
| "Cat Scratch Fever" | Roland Daggett și Profesorul Milo                                      | 036 | Boyd Kirkland         | Sean Catherine Derek                                                                 | 5 noiembrie 1992   |  |  |  |  |  |  |
| Rezumatul: Batman trebuie să oprească planul lui Roland Daggett de a lansa un virus viral proiectat de Profesorul Milo in Gotham cu ajutorul pisicilor vagaboande. Cazul capată o nouă importanță atunci când Femeia Pisică este infectată cu virusul în timpul căutării pisicii ei dispărute, Isis. |                                                                        |     |                       |                                                                                      |                    |  |  |  |  |  |  |
| "Terror in the Sky" | Man-Bat                                                                | 045 | Boyd Kirkland         | Steve Perry, Mark Saraceni                                                           | 6 noiembrie 1992   |  |  |  |  |  |  |
| Rezumatul:Atunci când un liliac de mărimea unui om jefuiește portul Gotham, Batman suspectează că Dr. Kirk Langstrom pune la cale vechile sale trucuri, luând formula Omului-Liliac din nou. Batman nu este singurul. Soția lui Kirk, Francine, este atât de stresata de soțul ei încât decide să îl părăsească. După investigații ulterioare, Batman descoperă că acest Om-Liliac nu este Kirk, ci altcineva. |                                                                        |     |                       |                                                                                      |                    |  |  |  |  |  |  |
| |                                                                        |     |                       |                                                                                      |                    |  |  |  |  |  |  |
| "I Am the Night" | Jazzman                                                                | 049 | Boyd Kirkland         | Michael Reaves                                                                       | 10 noiembrie 1992  |  |  |  |  |  |  |
| Rezumatul: La aniversarea morții părinților lui Bruce, Batman o însoțeste pe Leslie Thompkins la Aleea Crimei pentru a pune trandafiri în locul unde aceștia au fost împușcați. Între timp, Comisarul Gordon îl urmărește pe James "The Jazzman" pentru a-l aresta în timpul unui trafic de droguri. Batman a promis să fie acolo, dar întârzie, ajungând în timpul unui schimb de focuri. Acesta ajuta la înfrangerea gansterilor și îl arestează pe Jazzman, cu prețul rănirii grave a lui Gordon. Incidentul îl traumatizează pe Batman, care decide să renunțe la lupta împotriva criminalității, în ciuda faptului că Jazzman evadează din închisoare pentru răzbunarea personală împotriva lui Gordon (care l-a mai trimis la închisoare în urmă cu șase ani). |                                                                        |     |                       |                                                                                      |                    |  |  |  |  |  |  |
| |                                                                        |     |                       |                                                                                      |                    |  |  |  |  |  |  |
| "Moon of the Wolf" | Omul Lup                                                               | 043 | Dick Sebast           | Len Wein                                                                             | 12 noiembrie 1992  |  |  |  |  |  |  |
| Rezumatul: Batman investighează apariția în Gotham a unei creaturi asemănătoare unui vârcolac, fără a realiza că monstrul este de fapt unul din asociații lui Bruce Wayne, Anthony Romulus, fost campion Olimpic. În spatele acestui plan se află coruptul chimist Profesor Milo. |                                                                        |     |                       |                                                                                      |                    |  |  |  |  |  |  |
| |                                                                        |     |                       |                                                                                      |                    |  |  |  |  |  |  |
| "Almost Got 'Im" | Jokerul, Harley Quinn, Două-fețe, Killer Croc, Poison Ivy și Pinguinul | 046 | Eric Radomski         | Paul Dini                                                                            | 11 noiembrie 1992  |  |  |  |  |  |  |
| Rezumatul: Jokerul, Killer Croc, Pinguinul, Două-Fețe și Poison Ivy se întâlnesc la o masă de poker, fiecare spunând o poveste despre momentul în care aproape l-au înfrânt pe Batman. În același timp, Harley Quinn este pe punctul de a o ucide pe Femeia Pisică. Va fi Batman în stare să o salveze? |                                                                        |     |                       |                                                                                      |                    |  |  |  |  |  |  |
| |                                                                        |     |                       |                                                                                      |                    |  |  |  |  |  |  |
| Christmas with Jokerul | Jokerul                                                                | 002 | Kent Butterworth      | Eddie Gorodetsky                                                                     | 13 noiembrie 1992  |  |  |  |  |  |  |
| |                                                                        |     |                       |                                                                                      |                    |  |  |  |  |  |  |
| |                                                                        |     |                       |                                                                                      |                    |  |  |  |  |  |  |
| "Heart of Steel: Part I" | H.A.R.D.A.C.                                                           | 038 | Kevin Altieri         | Brynne Stephens                                                                      | 16 noiembrie 1992  |  |  |  |  |  |  |
| Rezumatul: |                                                                        |     |                       |                                                                                      |                    |  |  |  |  |  |  |
| |                                                                        |     |                       |                                                                                      |                    |  |  |  |  |  |  |
| "Heart of Steel: Part II" | H.A.R.D.A.C.                                                           | 039 | Kevin Altieri         | Brynne Stephens                                                                      | 17 noiembrie 1992  |  |  |  |  |  |  |
| Rezumatul: |                                                                        |     |                       |                                                                                      |                    |  |  |  |  |  |  |
| |                                                                        |     |                       |                                                                                      |                    |  |  |  |  |  |  |
| "If You're So Smart, Why Aren't You Rich?" | Daniel Mockridge                                                       | 040 | Eric Radomski         | David Wise                                                                           | 18 noiembrie 1992  |  |  |  |  |  |  |
| Rezumatul: |                                                                        |     |                       |                                                                                      |                    |  |  |  |  |  |  |
| |                                                                        |     |                       |                                                                                      |                    |  |  |  |  |  |  |
| "Joker's Wild" | Jokerul                                                                | 041 | Boyd Kirkland         | Paul Dini                                                                            | 19 noiembrie 1992  |  |  |  |  |  |  |
| Rezumatul: |                                                                        |     |                       |                                                                                      |                    |  |  |  |  |  |  |
| |                                                                        |     |                       |                                                                                      |                    |  |  |  |  |  |  |
| "His Silicon Soul" | H.A.R.D.A.C.                                                           | 062 | Boyd Kirkland         | Marty Isenberg, Robert N. Skir                                                       | 20 noiembrie 1992  |  |  |  |  |  |  |
| Rezumatul: |                                                                        |     |                       |                                                                                      |                    |  |  |  |  |  |  |
| |                                                                        |     |                       |                                                                                      |                    |  |  |  |  |  |  |
| "Off Balance" | Contele Vertigo                                                        | 050 | Kevin Altieri         | Len Wein                                                                             | 23 noiembrie 1992  |  |  |  |  |  |  |
| Rezumatul: |                                                                        |     |                       |                                                                                      |                    |  |  |  |  |  |  |
| |                                                                        |     |                       |                                                                                      |                    |  |  |  |  |  |  |
| "What is Reality?" | Riddler                                                                | 048 | Dick Sebast           | Marty Isenberg, Robert N. Skir                                                       | 24 noiembrie 1992  |  |  |  |  |  |  |
| Rezumatul: |                                                                        |     |                       |                                                                                      |                    |  |  |  |  |  |  |
| |                                                                        |     |                       |                                                                                      |                    |  |  |  |  |  |  |
| "The Laughing Fish" | Jokerul și Harley Quinn                                                | 034 | Bruce W. Timm         | Paul Dini (bazat pe o poveste de Steve Englehart)                                    | 10 ianuarie 1993   |  |  |  |  |  |  |
| Rezumatul: |                                                                        |     |                       |                                                                                      |                    |  |  |  |  |  |  |
| |                                                                        |     |                       |                                                                                      |                    |  |  |  |  |  |  |
| "Harley și Ivy" | Jokerul, Harley Quinn și Poison Ivy                                    | 056 | Boyd Kirkland         | Paul Dini                                                                            | 18 ianuarie 1993   |  |  |  |  |  |  |
| Rezumatul: |                                                                        |     |                       |                                                                                      |                    |  |  |  |  |  |  |
| "The Mechanic" | Pinguinul și Falcone                                                   | 055 | Kevin Altieri         | Steve Perry, Laren Bright                                                            | 24 ianuarie 1993   |  |  |  |  |  |  |
| Rezumatul: |                                                                        |     |                       |                                                                                      |                    |  |  |  |  |  |  |
| |                                                                        |     |                       |                                                                                      |                    |  |  |  |  |  |  |
| "The Man Who Killed Batman" | Jokerul, Harley Quinn și Rupert Thorne                                 | 051 | Bruce W. Timm         | Paul Dini                                                                            | 1 februarie 1993   |  |  |  |  |  |  |
| Rezumatul: |                                                                        |     |                       |                                                                                      |                    |  |  |  |  |  |  |
| |                                                                        |     |                       |                                                                                      |                    |  |  |  |  |  |  |
| "Zatanna" | Montague Kane                                                          | 054 | Dick Sebast, Dan Riba | Paul Dini                                                                            | 2 februarie 1993   |  |  |  |  |  |  |
| Rezumatul: |                                                                        |     |                       |                                                                                      |                    |  |  |  |  |  |  |
| |                                                                        |     |                       |                                                                                      |                    |  |  |  |  |  |  |
| "Robin's Reckoning: Part I" | Tony Zucco                                                             | 032 | Dick Sebast           | Randy Rogel                                                                          | 7 februarie 1993   |  |  |  |  |  |  |
| Rezumatul: |                                                                        |     |                       |                                                                                      |                    |  |  |  |  |  |  |
| |                                                                        |     |                       |                                                                                      |                    |  |  |  |  |  |  |
| "Birds of a Feather" | Pinguinul                                                              | 047 | Frank Paur            | Chuck Menville                                                                       | 8 februarie 1993   |  |  |  |  |  |  |
| Rezumatul: |                                                                        |     |                       |                                                                                      |                    |  |  |  |  |  |  |
| |                                                                        |     |                       |                                                                                      |                    |  |  |  |  |  |  |
| "Robin's Reckoning: Part II" | Tony Zucco                                                             | 033 | Dick Sebast           | Randy Rogel                                                                          | 14 februarie 1993  |  |  |  |  |  |  |
| Rezumatul: |                                                                        |     |                       |                                                                                      |                    |  |  |  |  |  |  |
| |                                                                        |     |                       |                                                                                      |                    |  |  |  |  |  |  |
| "Blind as a Bat" | Pinguinul                                                              | 059 | Dan Riba              | Mike Underwood, Len Wein                                                             | 22 februarie 1993  |  |  |  |  |  |  |
| Rezumatul: |                                                                        |     |                       |                                                                                      |                    |  |  |  |  |  |  |
| |                                                                        |     |                       |                                                                                      |                    |  |  |  |  |  |  |
| "Day of the Samurai" | Kyodai Ken                                                             | 044 | Bruce W. Timm         | Steve Perry                                                                          | 23 februarie 1993  |  |  |  |  |  |  |
| Rezumatul: |                                                                        |     |                       |                                                                                      |                    |  |  |  |  |  |  |
| |                                                                        |     |                       |                                                                                      |                    |  |  |  |  |  |  |
| "See No Evil" | Ventrix                                                                | 017 | Dan Riba              | Martin Pasko                                                                         | 24 februarie 1993  |  |  |  |  |  |  |
| Rezumatul: |                                                                        |     |                       |                                                                                      |                    |  |  |  |  |  |  |
| |                                                                        |     |                       |                                                                                      |                    |  |  |  |  |  |  |
| "The Demon's Quest: Part I" | Ra's al Ghul                                                           | 060 | Kevin Altieri         | Dennis O'Neil                                                                        | 3 mai 1993         |  |  |  |  |  |  |
| Rezumatul: |                                                                        |     |                       |                                                                                      |                    |  |  |  |  |  |  |
| |                                                                        |     |                       |                                                                                      |                    |  |  |  |  |  |  |
| "The Demon's Quest: Part II" | Ra's al Ghul                                                           | 061 | Kevin Altieri         | Dennis O'Neil & Len Wein                                                             | 4 mai 1993         |  |  |  |  |  |  |
| Rezumatul: |                                                                        |     |                       |                                                                                      |                    |  |  |  |  |  |  |
| |                                                                        |     |                       |                                                                                      |                    |  |  |  |  |  |  |
| "Read My Lips" | Ventrilocul                                                            | 064 | Boyd Kirkland         | Alan Burnett & Michael Reaves (Teleplay de Joe R. Lansdale)                          | 10 mai 1993        |  |  |  |  |  |  |
| Rezumatul: |                                                                        |     |                       |                                                                                      |                    |  |  |  |  |  |  |
| |                                                                        |     |                       |                                                                                      |                    |  |  |  |  |  |  |
| "Fire from Olympus" | Maxie Zeus                                                             | 063 | Dan Riba              | Judith și Garfield Reeves-Stevens                                                    | 24 mai 1993        |  |  |  |  |  |  |
| Rezumatul: |                                                                        |     |                       |                                                                                      |                    |  |  |  |  |  |  |
| |                                                                        |     |                       |                                                                                      |                    |  |  |  |  |  |  |
| "Shadow of the Bat: Part I" | Două-fețe, Rupert Thorne și Gil Mason                                  | 057 | Boyd Kirkland         | D. O'Flaherty & T. Ruegger                                                           | 13 septembrie 1993 |  |  |  |  |  |  |
| Rezumatul: |                                                                        |     |                       |                                                                                      |                    |  |  |  |  |  |  |
| |                                                                        |     |                       |                                                                                      |                    |  |  |  |  |  |  |
| "Shadow of the Bat: Part II" | Două-fețe și Gil Mason                                                 | 058 | Frank Paur            | Brynne Stephens                                                                      | 14 septembrie 1993 |  |  |  |  |  |  |
| Rezumatul: |                                                                        |     |                       |                                                                                      |                    |  |  |  |  |  |  |
| |                                                                        |     |                       |                                                                                      |                    |  |  |  |  |  |  |
| "Mudslide" | Clayface                                                               | 052 | Eric Radomski         | Alan Burnett                                                                         | 15 septembrie 1993 |  |  |  |  |  |  |
| Rezumatul: |                                                                        |     |                       |                                                                                      |                    |  |  |  |  |  |  |
| |                                                                        |     |                       |                                                                                      |                    |  |  |  |  |  |  |
| "The Worry Men" | Pălărierul nebun                                                       | 065 | Frank Paur            | Paul Dini                                                                            | 16 septembrie 1993 |  |  |  |  |  |  |
| Rezumatul: |                                                                        |     |                       |                                                                                      |                    |  |  |  |  |  |  |
| |                                                                        |     |                       |                                                                                      |                    |  |  |  |  |  |  |
| "Paging the Crime Doctor" | Rupert Thorne                                                          | 053 | Frank Paur            | Mike W. Barr, Laren Bright                                                           | 17 septembrie 1993 |  |  |  |  |  |  |
| Rezumatul: |                                                                        |     |                       |                                                                                      |                    |  |  |  |  |  |  |
| |                                                                        |     |                       |                                                                                      |                    |  |  |  |  |  |  |

## Noile Aventuri cu Batman

### Sezonul unu (1997-1998)

Noile Aventuri cu Batman

Trei ani după ce al doilea sezon din Batman: Serialul de Animație a fost produs, show-ul a fost mutat din Fox Network în The WB Network, care difuza și producea Superman: Serialul de Animație. Aceste show-uri făceau parte dintr-un segment de o oră numit Noile Aventuri cu Batman/Superman. The WB Network a vrut mai multe episoade din Batman: Serialul de Animație, deci două sezoane noi de 24 de episoade au fost produse, care înfățișeau un format diferit și mai multă atenție asupra peronajului Batman.
Ca o adăugire la cerințele rețelei, producătorii au decis să potrivească stilul grafic după cel din Superman: Serialul de Animație, deci toate personajele și obiectele au fost reeditate ca "prieteni animați" cu mai puține linii, de obicei referire făcută de fani și de staff-ul creativ ca o "restructură" (sau o alternativă pentru un "nou aspect"). Un stil grafic asemănător a fost folosit mai târziu în restul UADC (Universul Animat DC).
Setul DVD al serialului este etichetat cu Batman: Serialul de Animație - Volumul Patru (din Noile Aventuri cu Batman), cel ami probabil să stabilească conexiunile cu seria originală.
| # | Titlu                 | Răufăcător(i)                                                                  | Director        | Scriitor                     | Difuzare                                                  |
| --- | --------------------- | ------------------------------------------------------------------------------ | --------------- | ---------------------------- | --------------------------------------------------------- |
| 001 | „Holiday Knights”     | Joker, Harley Quinn, Clayface și Iedera Otrăvitoare                            | Dan Riba        | Paul Dini                    | 13 septembrie 1997                                        |
| Trei scene de Sărbători. (1) Iedera Otrăvitoare și Harley Quinn îl răpesc pe Bruce Wayne și folosesc cărțile lui de credit pentru o ieșire la cumpărături. (2) În timpul căutării unui cadou pentru tatăl ei, Barbara Gordon zărește un gup de tâlhari care se dovedesc a fi porțiuni din Clayface. (3) Batman și Robin încearcă să îl oprească pe Joker de la uciderea mulțimii de la Festivalul Anului nou dn Gotham City. Notă: Acest episod ia locul după episodul "Sins of the Father." |                       |                                                                                |                 |                              |                                                           |
| 002 | „Sins of the Father”  | Două-Fețe                                                                      | Curt Geda       | Rich Fogel                   | 20 septembrie 1997                                        |
| Tânărul orfan Tim Drake devine mâna dreaptă a lui Batman când ajunge implicat într-unul din planurile diabolice ale lui Două-Fețe. |                       |                                                                                |                 |                              |                                                           |
| 003 | „Cold Comfort”        | D-l Îngheț                                                                     | Dan Riba        | Hilary J. Bader              | 11 octombrie 1997                                         |
| După evenimentele din "Sub-Zero", D-l Îngheț este forțat să fie atașat unui nou corp robotic. Soția sa Nora a fost reînviată, dar crezându-l mort, se recăsătorește și pleacă din Gotham. Dacă Îngheț nu poate avea o viață fericită, atunci nimeni nu poate, deci începe să umilească orașul distrugând visurile și sentimentele oamenilor, deci ei pot simți aceeași durere pe care o simte și el.                                                                                         |                       |                                                                                |                 |                              |                                                           |
| 006 | „Never Fear”          | Sperietoarea                                                                   | Kenji Hachizaki | Stan Berkowitz               | 1 noiembrie 1997                                          |
| Sperietoarea dezvoltă o nouă toxină, care în loc să inducă frică, o elimină, făcându-i pe oameni neputincioși și periculoși. |                       |                                                                                |                 |                              |                                                           |
| 005 | „You Scratch My Back” | Femeia Pisică                                                                  | Dan Riba        | Hilary J. Bader              | 15 noiembrie 1997                                         |
| Încercând să mărească distanța dintre el și Batman, Nightwing (Aripa Nopții) pleacă pe cont propriu să oprească un cerc de contrabandă și obține ajutorul neașteptat din partea Femeii Pisică. |                       |                                                                                |                 |                              |                                                           |
| 004 | „Double Talk”         | Ventrilogul                                                                    | Curt Geda       | Robert Goodman               | 22 noiembrie 1997                                         |
| Lui Arnold Wesker îi este dat drumul din Arkham, complet eliberat de personalitatea sa meschină. Dar vechea bandă a lui Scarface, având nevoie de șef lor, încearcă să-l facă pe Wesker să se întoarcă la vechile sale obiceiuri. |                       |                                                                                |                 |                              |                                                           |
| 007 | „Joker's Millions”    | Joker, Harley Quinn, Pinguinul și Iedera Otrăvitoare                           | Dan Riba        | Paul Dini                    | 21 februarie 1998                                         |
| Șeful crimelor Edward "Regele" Barlow moare și în testament îi lasă rivalului său, Joker, o mare încântare. Joker imediat pleacă la cumpărături, chiar căutând un înlocuitor pentru Harley Quinn, dar realizează prea târziu că toți banii lui sunt falși. |                       |                                                                                |                 |                              |                                                           |
| 008 | „Growing Pains”       | Clayface                                                                       | Atsuko Tanaka   | Paul Dini and Robert Goodman | 28 februarie 1998                                         |
| Robin se luptă pentru a salva o fată amnezică, ce este metamorfozată în noroi de către "tatăl" ei, care e de fapt Clayface. Deoarece a creat-o din propriul său corp, acum intenționează să o reabsoarbă. |                       |                                                                                |                 |                              |                                                           |
| 009 | „Love is a Croc”      | Baby-Doll și Killer Croc                                                       | Butch Lukic     | Steve Gerber                 | 11 iulie 1998                                             |
| Baby Doll se îndrăgostește de Killer Croc, iar perechea formată devine unduo de criminali de mare succes. Oricum, parteneriatul lor se destramă când Baby Doll își dă seama că Croc doar o folosește pentru a-și progresa propria carieră criminalistică. |                       |                                                                                |                 |                              |                                                           |
| 010 | „Torch Song”          | Firefly                                                                        | Curt Geda       | Rich Fogel                   | 13 iunie 1998                                             |
| Un inginer pirotehnic, Garfield Lynns, este dat la o parte de o mare cântăreață numită Cassidy. Lynns devine super-răufăcătorul Firefly, hotărât să ardă femeia care l-a ars pe el. |                       |                                                                                |                 |                              |                                                           |
| 011 | „The Ultimate Thrill” | Pinguinul și Roxy Rachetă                                                      | Hilary J. Bader | Dan Riba                     | 14 septembrie 1998 (considerat un episod din sezonul doi) |
| Fosta cascadoare și iubitoare de adrenalină Roxanne Sutton devine tâlhara de pe rachetă, Roxy Rachetă, ce urmăreaște pericolul și adoră riscul. |                       |                                                                                |                 |                              |                                                           |
| 012 | „Over the Edge”       | Sperietoarea, Bane, Harley Quinn, Pălărierul Nebun, Ghicitoarea și Ventrilogul | Paul Dini       | Yuichiro Yano                | 23 mai 1998                                               |
| În timpul unei lupte cu Sperietoarea, Batgirl este prinsă într-o ambuscadă pe un acoperiș și cade, astfel murind. Urmărind sfârșitul fiicei lui, Jim Gordon îl învinuiește pe Batman de soarta ei. Acesta vrea răzbunare și nu se dă în lături de la nimic, chiar îl recrutează pe Bane în acest proces. |                       |                                                                                |                 |                              |                                                           |

### Sezonul doi (1998-1999)
| # | Titlu                        | Răufăcător(i)                                          | Director        | Scriitor                         | Difuzare                                              |
| --- | ---------------------------- | ------------------------------------------------------ | --------------- | -------------------------------- | ----------------------------------------------------- |
| 013 | „Mean Seasons”               | Fata Calendar                                          | Hiroyuki Aoyama | Hilary J. Bader                  | 25 aprilie 1998 (considerat un episod din szonul unu) |
| Batman cercetează un fost model, care caută răzbunare și se autointitulează "Fata Calendar". |                              |                                                        |                 |                                  |                                                       |
| 014 | „Critters”                   | Fermierul Brown                                        | Dan Riba        | Steve Gerber & Joe R. Lansdale   | 19 septembrie 1998                                    |
| Un inginer genetic merge mult prea departe în crearea unui stoc mai mare și pierde toți banii. Un an mai târziu, o armată de animale de fermă mutante terorizează Orașul Gotham. |                              |                                                        |                 |                                  |                                                       |
| 015 | „Cult of the Cat”            | Femeia Pisică                                          | Butch Lukic     | Paul Dini & Stan Berkowitz       | 18 septembrie 1998                                    |
| Batman încearcă să o ajute pe Femeia Pisică, ce este alungată dint-un cult de pisici din cauza unei statui pe care o furase. |                              |                                                        |                 |                                  |                                                       |
| 016 | „Animal Act”                 | Pălărierul Nebun                                       | Curt Geda       | Hilary J. Bader                  | 26 septembrie 1998                                    |
| O serie de jafuri este comisă de animale de circ într-un oraș unde se afla vechiul circ al lui Nightwing. Este un vechi prieten care antrenează animalele să fure, sau altcineva? |                              |                                                        |                 |                                  |                                                       |
| 017 | „Old Wounds”                 | Joker                                                  | Curt Geda       | Rich Fogel                       | 3 octombrie 1998                                      |
| Nightwing îi spune lui Robin povestea despre cum el și Batman au pornit pe cont propriu. Povestea relatează cum Batgirl a descoperit adevăratele identități ale lui Batman și Robin, și de asemenea explică câteva scântei aprinse între Barbara și Dick. |                              |                                                        |                 |                                  |                                                       |
| 018 | „The Demon Within”           | Klarion Băiatul Vrăjitoare                             | Atsuko Tanaka   | Rusti Bjornhoel & Stan Berkowitz | 9 mai 1998                                            |
| Batman și Robin îl ajută pe oculistul Jason Blood când Klarion Băiatul Vrăjitoare preia controlul asupra alter ego-ului său, Etrigan Demonul. |                              |                                                        |                 |                                  |                                                       |
| 019 | „Legends of the Dark Knight” | Joker, Mutanții & Firefly                              | Dan Riba        | Robert Goodman & Bruce Timm      | 10 octombrie 1998                                     |
| Un grup de tineri din Gotham City spun povești despre cum cred ei că este cu adevărat Cavalerul Întunecat. O poveste amintește de era revistelor de benzi desenate a lui Dick Sprang, era revistelor de benzi desenate din anii '50 și/sau Filmul Serial din anii '60 Batman. Alta amintește de romanul din anul 1986 al lui Frank Miller The Dark Knight Returns (Cavalerul Nopții Se Întoarce). |                              |                                                        |                 |                                  |                                                       |
| 020 | „Girls' Night Out”           | Iedera Otrăvitoare, Harley Quinn, Livewire & Pinguinul | Curt Geda       | Hilary J. Bader                  | 17 octombrie 1998                                     |
| Livewire evadează în timpul unui transfer din închisoare și pleacă în Gotham, unindu-și forțele cu Iedera Otrăvitoare și Harley Quinn. Cu Cavalerul Întunecat plecat din oraș, Batgirl se aliază cu Supergirl pentru a învinge trio-ul mortal. |                              |                                                        |                 |                                  |                                                       |
| 021 | „Mad Love”                   | Joker & Harley Quinn                                   | Butch Lukic     | Paul Dini & Bruce Timm           | 16 ianuarie 1999                                      |
| Harley reflectează supra primei sale întâlniri cu Joker, cum plănuia să elimine principalul ei obstacol în atenția lui - Batman. |                              |                                                        |                 |                                  |                                                       |
| 022 | „Chemistry”                  | Iedera Otrăvitoare                                     | Butch Lukic     | Stan Berkowitz                   | 24 octombrie 1998                                     |
| Bruce Wayne, împreună cu alți locuitori bogați din Gotham, se îndrăgostesc de colega lor ideală, care se întâmplă să aibă ochii verzi. Wayne decide să se căsătorească, și renunță să mai fie vreodată Batman. Oricum, cel mi recent plan al unui vechi inamic este pus în mișcare... |                              |                                                        |                 |                                  |                                                       |
| 023 | „Beware the Creeper”         | Joker & Harley Quinn                                   | Dan Riba        | Steve Gerber                     | 7 noiembrie 1998                                      |
| Expunerera la un amestec de chimicale ciudate, incluzând gazul de râs al lui Joker, îl transformă pe reporterul Jack Ryder în nebunul numit Creeper. El caută să-l omoare pe Joker, și are niște sentimente nedorite pentru Harley. |                              |                                                        |                 |                                  |                                                       |
| 024 | „Judgment Day”               | Killer Croc, Ghicitoarea, Două-Fețe & Pinguinul        | Curt Geda       | Rich Fogel & Alan Burnett        | 31 octombrie 1998                                     |
| O nouă personalitate vigilentă cunoscută ca și Judecătorul apare și transformă Gotham-ul în ținta sa. |                              |                                                        |                 |                                  |                                                       |

## Filmele de animație
| Titlu | Nr. Filmului | Director                   | Scriitor                                               | Realizare         |
| --- | ------------ | -------------------------- | ------------------------------------------------------ | ----------------- |
| „Batman: Mask of the Phantasm Batman: Masca Fantasmei” | 001          | Eric Radomski & Bruce Timm | Alan Burnett, Paul Dini, Martin Pasko & Michael Reaves | 25 decembrie 1993 |
| În timpul unei conferințe a șefilor crimelor ținută în Orașul Gotham, gangster-ul Chuckie Sol este ucis de o figură misterioasă la scurt timp după ce Batman le sparge "petrecerea". Batman este învinovățit de moartea lui. Consilierul Arthur Reeves spune surselor media că Batman este o amenințare, apoi asistă la o petrecere la conacul milionarului Bruce Wayne, alter ego-ul lui Batman. În glumă, Reeves discută cu Bruce despre ghinionul său cu femeile și despre faptul că a lăsat o veche prietenă, Andrea Beaumont, să plece. |              |                            |                                                        |                   |
| „Batman & Mr. Freeze: SubZero Batman & D-l Îngheț: SubZero” | 002          | Boyd Kirkland              | Boyd Kirkland & Randy Rogel                            | 17 martie 1998    |
| Dela ultima sa bătălie cu Batman, D-l Îngheț a găsit o casă în Oceanul Arctic și și-a înfăptuit o familie cu soția sa (încă criogenizată) Nora, un băiat inuit numit Kunac, și doi urși polari, Notchka și Chokka. Îngheț revine în Gotham cu companionii săi, și îl recrutează pe Dr. Gregory Belson să găsească un leac. Belson descoperă că Nora are nevioe de un transplant de organe, dar datorită grupei sale rare de sânge nu există donatori compatibili. |              |                            |                                                        |                   |
| „Batman: Mystery of the Batwoman Batman: Misterul lui Batwoman (Femeii Liliac)” | 004          | Curt Geda                  | Alan Burnett & Michael Reaves                          | 21 octombrie 2003 |
| Un nou erou a ajuns în Gotham, dar după cum sugerează și titlul, identitatea ei e un mister chiar și pentru Batman. În timpul patrulării, Dinamicul Duo după ce o zărește încercând să oprească unua din îmbarcările Pinguinului și aparent folosește p fprță letală după ce o văd utilizând o armă cu plasma trimițând camioanele Pinguinului peste pod cu tot cu șoferi. Batman și Robin îl salvează pe șofer înainte să moară. Batman trebuie să-și imagineze cine este Batwoman și să-i oprească pe Pinguin și pe Rupert Thorne să vândă arme ilegale națiunii fictive, Kasnia.La începutul poveștii, îl angajează pe Carlton Duquesne, un gangster, să le asigure protecție. |              |                            |                                                        |                   |
| „Chase Me” | N/A          | Curt Geda                  | Alan Burnett & Paul Dini                               | 21 octombrie 2003 |
| Femeia Pisică fură câteva lucruri din conacul lui Bruce Wayne și încearcă să scape în timp ce Bruce (ca Batman) o urmărește. Acesta e un film scurt fără dialog, realizat ca o nouă înfățișare pe DVD-ul flmului Batman: Mystery of the Batwoman (Batman: Misterul lui Batwoman (Femeii Liliac). |              |                            |                                                        |                   |

## Încrucișări

### Superman: Serialul de Animație
Înainte ca Noile Aventuri cu Batman să înceapă să fie difuzat alături de Superman: The Serialul de Animație, o poveste pe trei părți a apărut, în care Joker și Lex Luthor se aliază împotriva lui Batman și Superman. Mai târziu a fost realizat pe home video ca The Batman/Superman Movie (Filmul Batman/Superman) și adaptat unei reviste de benzi desenate. Comentariul din Filmul Batman/Superman afirma că acele trăsături trebuiau să "termine" noile episoade cu Batman, astfel luând locul înaintea primului episod din Noile Aventuri cu Batman. Urmărind episoadele corelate cu Batman, acestea erau povești individuale intitulate "Knight Time" și "The Demon Reborn."
| # | Titlu                        | Director         | Scriitor                                 | Difuzare           |
| --- | ---------------------------- | ---------------- | ---------------------------------------- | ------------------ |
| 029 | „"World's Finest: Part I"”   | Toshihiko Masuda | Alan Burnett, Paul Dini & Rich Fogel     | 4 octombrie 1997   |
| Când Joker și Lex Luthor își unesc forțele pentru a-l distruge pe Superman, Bruce Wayne sosește în Metropolis căutând informații despre o statuetă stranie.              |                              |                  |                                          |                    |
| 030 | „"World's Finest: Part II"”  | Toshihiko Masuda | Alan Burnett, Paul Dini & Steve Gerber   | 4 octombrie 1997   |
| Când Batman și Superman își descoperă identitățile secrete unul altuia, ei se aliază și încearcă să pună capăt planului lui Joker. Dar pot ei lucra împreună?            |                              |                  |                                          |                    |
| 031 | „"World's Finest: Part III"” | Toshihiko Masuda | Alan Burnett, Paul Dini & Stan Berkowitz | 4 octombrie 1997   |
| După ce Joker îl răpește pe Luthor și îi fură avionul în scopul distrugerii Metropolis-ului, Superman și Batman trebuie să învețe să lucreze împreună și să îl oprească. |                              |                  |                                          |                    |
| 043 | „"Knight Time"”              | Curt Geda        | Robert Goodman                           | 10 octombrie 1998  |
| Când Bruce Wayne (și Batman) dispar în mod misterios, Superman pleacă în Orașul Gotham să preia mantia Cavalerului Negru.                                                |                              |                  |                                          |                    |
| 052 | „"The Demon Reborn"”         | Dan Riba         | Rich Fogel                               | 18 septembrie 1999 |
| Creaturile lui Ra's al Ghul fură o relicvă care poate să ia toată forța de viață a lui Superman.                                                                         |                              |                  |                                          |                    |

### Șocul Static
În paralel cu aparițiile lui în Liga Dreptății, Batman, puțin din castingul lui suplimentar și răufăcători apar de asemenea în cinci episoade din Șocul Static. În timp ce aceste episoade erau de fapt făcute în același timp cu Liga Dreptății și produse, în cronologia din UADC trei dintre ele au căzut în era Noile Aventuri cu Batman, când episodul de două părți "A League of Their Own," ia locul în timpul anilor cuLiga Dreptății.
| Titlu | #   | Director      | Scriitor       | Difuzare   |
| --- | --- | ------------- | -------------- | ---------- |
| "The Big Leagues" | 014 | Dave Chlystek | Len Uhley      | 2002-26-01 |
| Joker apare în Dakota și recrutează câțiva dintre cei mai mari inamici ai lui Static: Hotstreak, Talon, Kangorr și Shiv. Batman și Robin își unesc forțele cu Static pentru a-l înfrânge pe Joker. |     |               |                |            |
| "Hard as Nails" | 025 | necreditat    | Paul Dini      | 2003-25-01 |
| Ispitită de Iedera Otrăvitoare și de Harley Quinn, o tânără metaumană care își spune "Nails" merge în Orașul Gotham, sperând să găsească un leac. În loc de asta, ea găsește doi super-răufăcători gata să-i exploateze puterile pentru câștigurile lor personale. Cu ajutorul lui Batman, Static reușește să le învingă pe Harley și Iedera, iar Nails se întoarce în Dakota să caute un tratament adevărat. |     |               |                |            |
| "Future Shock" | 040 | Vic Dal Chele | Stan Berkowitz | 2004-17-01 |
| |     |               |                |            |